# Wilhelm Pohlmann (Politiker)
Wilhelm Pohlmann (* 9. April 1884 in Bremen; † 11. Mai 1954 in Bremen) war ein deutscher Kaufmann und Politiker (Wählergemeinschaft der Fliegergeschädigten) und er war Mitglied der Bremischen Bürgerschaft. 

## Biografie
Pohlmann besuchte nach der Volksschule die Handelsschule der Union von 1801 in Bremen. Er war seit 1920 als selbstständiger Exportkaufmann in Bremen tätig. 1944 wurde sein Unternehmen ausgebombt und nach 1945 baute er die Firma wieder auf.

Er kandidierte 1947 erfolglos auf der Liste 8 der Unabhängigen-Gruppe (Parteilose) für die Bürgerschaft. Er gründete 1947 als Vorsitzender die Vereinigung der Fliegergeschädigten. Daraus wurde die Wählervereinigung der Fliegergeschädigten (WdF). Die WdF errang 1951 in der Stadt Bremen 5,3 % der Stimmen und 4 Mandate in der Bürgerschaft. Die WdF wurde 1955 Teil des GB/BHE. Pohlmann hospitierte seit 1951 bei der CDU-Fraktion.
Von 1951 bis 1954 war er Mitglied der 3. Bremischen Bürgerschaft und Mitglied verschiedener Deputationen. Er war Gruppensprecher der WdF. In der Bürgerschaft setzte er sich u. a. ein für Entschädigungen der Ausgebombten und einen gerechten Lastenausgleich.